# فرودگاه مارگاری
فرودگاه مارگاری (به انگلیسی: Margaree Airport) یک فرودگاه همگانی است که یک باند فرود آسفالت دارد و طول باند آن ۷۶۲ متر است. این فرودگاه در کشور کانادا قرار دارد و در ارتفاع ۵۵ متری از سطح دریا واقع شده‌است.